# Mallophora opposita
Mallophora opposita är en tvåvingeart som beskrevs av Walker 1851. Mallophora opposita ingår i släktet Mallophora och familjen rovflugor. Inga underarter finns listade i Catalogue of Life.